# 善性寺 (荒川区)
善性寺（ぜんしょうじ）は、東京都荒川区にある日蓮宗の寺院。

## 概要
1487年（長享元年）、日嘉によって開山された。
1682年（天和2年）、甲府藩藩主・徳川綱重の側室お保良の方の老女日安尼（俗名：お虎）が廃寺状態だった当寺を中興した。
お保良の方は、綱重との間に男子を設けた。この男子が第6代将軍となる徳川家宣である。
その後、お保良の方が没した際の遺言により当寺に葬られ、また家宣の弟の松平清武が当寺に隠棲し、家宣が度々訪れていたことから「将軍家ゆかりの寺」となった。
山門前の石畳状の構造物（上記画像参照）は、旧音無川に架かっていた「将軍橋」という橋の遺構である。

## 墓所
- 石橋湛山（政治家・第55代内閣総理大臣）[1]
- 双葉山定次（大相撲力士・横綱）[1]

なお、お保良の方は家宣が将軍になったことで「将軍生母」となり、寛永寺に改葬された。

## 交通アクセス
- 日暮里駅より徒歩5分。